# Pre Rup
Pre Rup az egykori Khmer Birodalom 961-ben épült hindu főtemploma Angkorban, Kambodzsában. A II. Radzsendravarman király uralkodása (944-968) alatt épült, Sivának ajánlott templom merész építészeti stílusa, arányai és finom díszei a néhány évvel korábban épített keleti Mebont idézik. E két templom közös érdekessége, hogy észak-déli tájolásúak.
Pre Rup elegáns, téglalap alapú, három szintes piramisszerű „templomhegy”. Szerkezetileg két körbefutó, hosszú folyosókkal tagolt galériasorból áll, amelyeket négy-négy egyszerű átjáró (gopura) díszít; a harmadik viszonylag alacsony szint egyszerű emelvényt biztosít az itt álló öt, művesen faragott toronynak. A templom építése során a korabeli építkezésekhez használatos mindhárom építőanyagot, az agyagtéglát, lateritet és homokkövet kombináltan alkalmazták és az itt felhasznált téglák métere – 300×160×85 mm – is valamivel nagyobb a megszokottnál. Az épület keleti oldalán, a templom hosszanti tengelyére szimmetrikusan két hármas csoportba rendezetten hat torony állt. Mindkét csoport középső tornya nagyobb és díszesebb a többinél; 5×5 méteres szentélyeik rendkívül magasak. Újszerű, elnyújtott méreteivel a templom szokatlan, izgalmas látványt nyújt.
Díszítéseit tekintve a templom, a főváros korábbi templomainak klasszikus motívumait, a hindu mitológia alakjait és eseményeit ábrázolja. Egyedi vonás, hogy a templom nyugati oldalán és tornyain női, a keleti oldalon, tornyokon és a központi tornyon férfi istenségeket ábrázoló domborművek láthatók. A délnyugati torony szentélyében látható négy arcú, négy karú dévata (istennő) Brahma feleségét ábrázolja, Visnu ugyancsak négy karú és négy arcú ábrázolással az északkeleti tornyot díszíti. A régészek, itt Rre Rup mellett találták a korabeli Kambodzsáról szóló leghosszabb szanszkrit feliratot.
A templom nagyon rossz állapotban van; restaurálása az építőanyagok változatos alkalmazása miatt igen nehéz. Pre Rup egészét hamarosan elemészti a monszun.
A templom kevésbé ismert érdekessége, hogy a khmerek a temetési szertartásokkal társítják, és a királyi krematóriumnak tekintik, mert a Pre Rup név – „a test megfordítása” – emlékeztet egy hamvasztási szertartásra, amely során az elhunyt testének hamvaival megrajzolt körvonalait, az égtájak felé bemutatják.

## Külső hivatkozások
- Czeiner Nándorné: Kambodzsa útinapló, 2001. december; Elektronikus kiadás: Terebess Ázsia E-Tár
- Khmer temples in Angkor (angol)